# Saint-Ciers-sur-Gironde

Saint-Ciers-sur-Gironde este o comună în departamentul Gironde din sud-vestul Franței. În 2009 avea o populație de 3.112 de locuitori.

## Evoluția populației
| An        | 1975  | 1982  | 1990  | 1999  | 2006  | 2009  |
| --------- | ----- | ----- | ----- | ----- | ----- | ----- |
| Populație | 2.011 | 2.917 | 2.906 | 3.095 | 3.091 | 3.112 |